# Kaag en Braassem
Kaag en Braassem là một đô thị ở phía tây Hà Lan, trong tỉnh Zuid-Holland. Đô thị này được thành lập ngày 1 tháng 1 năm 2009, thông qua việc sáp nhập Alkemade và Jacobswoude.
Kaag en Braassem bao gồm 10 thị trấn: Hoogmade, Kaag, Leimuiden, Nieuwe Wetering, Oud-Ade, Oude Wetering, Rijnsaterwoude, Rijpwetering, Roelofarendsveen, và Woubrugge. Ngoài ra còn có 5 làng: Bilderdam, Heimansbuurt, Ofwegen, Vriezekoop en Zevenhuizen.